# C-17 (Dragon Ball)
C-17 is een fictief figuur uit de manga-serie Dragon Ball en de anime-serie.
C-17 is een cyborg die samen met C-18 is gemaakt door Dr. Gero om Son Goku te vernietigen. C-17 heeft zwart haar, is niet zo lang en ziet er niet erg volwassen uit. Qua uiterlijk is #17 bijna equivalent aan #18, wat te wijten valt aan het feit dat het tweelingen zijn.
De meeste Z-krijgers waren in de Dragon Ball-series geen partij voor hem. #17 komt aan zijn einde als hij geabsorbeerd wordt door Cell in de Imperfect Cell Saga. Na de ondergang van Cell wordt hij met de Dragon Balls tot leven gewekt en worden de explosieven in zijn lichaam verwijderd. In de verdere serie speelt hij nauwelijks een rol.

## Dragon Ball GT
In Dragon Ball GT wordt C-17 Super 17, door te fuseren met een andere C-17 (die Dr. Gero in hel heeft gemaakt). Hij wordt hierdoor veel krachtiger en kan ki-ballen en blast absorberen. Uiteindelijk verslaat Goku hem met een Dragon Fist nadat C-18 hem heeft verzwakt en afgeleid.
#17 heeft geen bepaalde signature moves, alleen stralen en energiebollen.
Overigens staat #17 bekend als een androïde (Jinzōningen) in de Japanse en Amerikaanse versies, maar technisch gezien zijn ze eigenlijk cyborgs. De tweede C-17 die Dr. Gero samen met Dr. Myu in de hel had gemaakt was echter wel echte androïdes.